# Northland (Nova Zelanda)
Northland (en maori: Te Tai-tokerau) és una de les setze regions de Nova Zelanda, i d'aquestes la més septentrional. La ciutat principal és Whangarei.
La regió fa frontera amb Auckland al sud.

## Història

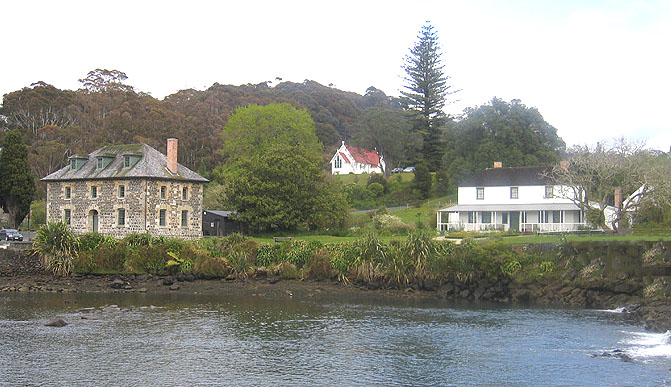
El Stone Store a Kerikeri, a l'esquerra, és l'edifici més vell no destruït del país

Segons una llegenda maori, l'illa del Nord fou un enorme peix, pescat per Maui. Per aquesta raó Northland ocasionalment és referida pel mot «la cua del peix», o en maori «Te Hiku o Te Ika».
Diverses iwis de Northland reclamen que Kupe va aterrar a Hokianga (tot i que altres reclamen que ho fou a Taipa-Mangonui) al nord-est de Northland i, per tant, la regió reclama que és on va «néixer» Nova Zelanda. Algunes de les més antigues traces de pobles pesquers maoris es localitzen en aquesta regió.
Amb l'arribada dels colonitzadors europeus, es van veure comerciants, baleners i caçadors de foquers com als primers habitants europeus. D'aquesta manera pels europeus Northland també va ser el lloc de naixement de Nova Zelanda.
Kerikeri a la badia d'Illes o Bay of Islands fou el primer assentament europeu a Nova Zelanda, i conté diversos edificis històrics, com ara el Stone Store, l'edifici neozelandès més vell encara existent.
El municipi de Waitangi va ser de gran importància per a la història neozelandesa. El Tractat de Waitangi, el document fundador de Nova Zelanda, va ser acordat entre les tribus maoris i els colonitzadors britànics el 6 de febrer de 1840.

## Geografia
Northland es localitza al nord de Nova Zelanda. Comunament és referida incorrectament pels neozelandesos com al Far North, nom d'un districte del nord de la regió. Forma el 80% de la superfície de la península del nord d'Auckland, el sud de la qual s'ubica a la regió d'Auckland.
Des del sud de la península del nord d'Auckland al poble de Wellsford, Northland s'estén cap al nord d'aquesta península, cobrint una àrea de 13.789 quilòmetres quadrats, més del 5% de la superfície total del país. Fa frontera a l'oest amb el mar de Tasmània i a l'est amb l'oceà Pacífic. Els boscs formen una significant proporció de la superfície de la regió.
La costa oest de la regió és dominada per diverses llargues platges, la més famosa de les quals és Ninety Miles Beach (platja de les noranta milles; la qual s'estén per 54 milles o 88 quilòmetres). La platja Ripiro Beach es localitza al sud de Ninety Miles Beach. Dues grans cales es localitzen al llarg d'aquesta costa, la badia de Kaipara i la badia de Hokianga.
La costa est és més escabrosa i té multitud de caps i golfs. La coneguda Bay of Islands (badia d'Illes) es localitza en aquesta costa fins a la badia de Whangarei. Diversos arxipèlags i illes es localitzen al llard de la costa est, incloent les illes Cavalli, les illes Hen and Chicken, l'illa Aorangaia i les illes Poor Knights.

## Clima
La regió té un clima subtropical amb estius humits i relativament calorosos i hiverns poc freds. Degut a la latitud i elevació baixa, Northland té la temperatura anual més alta. Durant els mesos d'estiu les temperatures varien entre els 22 °C i els 26 °C, ocasionalment amb temperatura de més de 30 °C. A l'hivern, les temperatures màximes varien entre els 14 °C i els 20 °C.
La precipitació típica anual per la regió és de 1.500 a 2.000 mm però varia a diferents altituds. Northland té una mitjana de 2.000 hores de sol anualment. Ocasionalment a l'estiu, la regió veu ciclons tropicals però que no afecten els habitants o les infraestructures greument.

## Districtes
Northland se subdivideix en tres districtes:
| Districte              | Localització           | Capital    | Població | Àrea         | Densitat  |
| ---------------------- | ---------------------- | ---------- | -------- | ------------ | --------- |
| Districte de Far North | Districte de Far North | Kaikohe    | 58.500   | 7.323,86 km² | 7,99/km²  |
| Districte de Kaipara   | Districte de Kaipara   | Dargaville | 19.150   | 3.117,09 km² | 6,15/km²  |
| Districte de Whangarei | Districte de Whangarei | Whangarei  | 80.500   | 2.855,40 km² | 28,19/km² |

## Demografia

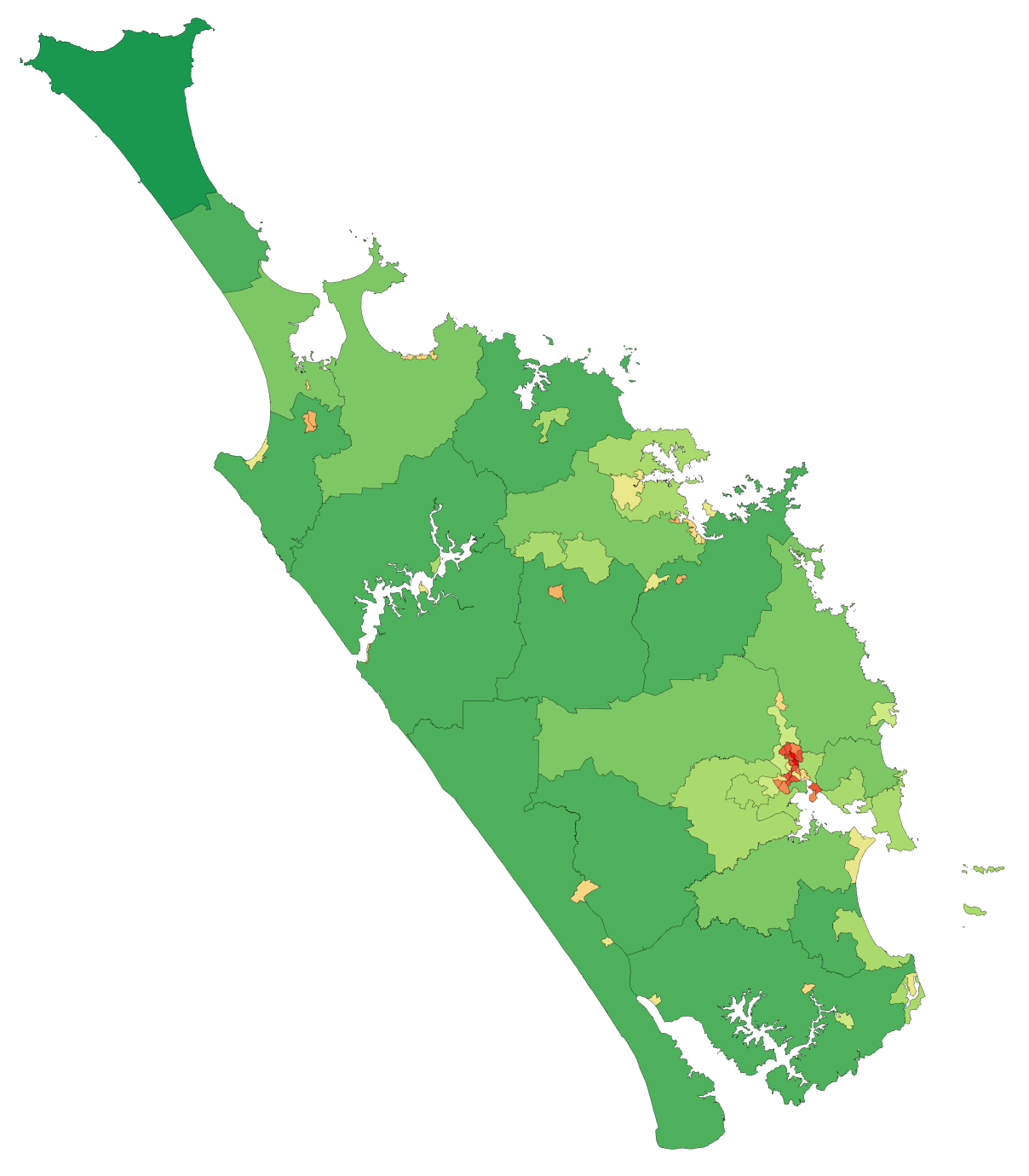
Densitat de població a Northland segons el cens de 2006

Segons el cens de 2006 Northland tenia 148.470 habitants, un augment de 8.337 habitants (5,9%) des del cens de 2001. Hi havia 55.932 llars habitades, 11.097 llars no habitades i 819 llars en construcció.
De la població de Northland, 72.843 (49,1%) eren homes i 75.627 (50,9%) eren dones. La regió tenia una edat mediana de 38,9 anys, 3,0 anys més que la mediana nacional de 35,9 anys. Les persones majors de 64 anys formaven el 14,5% de la població, comparat amb el 12,3% nacionalment; les persones menors de 15 anys formaven el 23,4% de la població, comparat amb el 21,5% nacionalment.
Les ètnies de Northland eren les següents (amb figures nacionals en parèntesis): 68,0% europeus (67,6%); 31,3% maoris (14,7%); 1,9% asiàtics (9,2%); 2,7% illencs pacífics (6,9%); 0,3% de l'Orient Pròxim, Llatinoamèrica o Àfrica (0,9%) i 10,8% d'altres ètnies (11,1%).
Northland tenia un atur de 6,5% per persones majors de 14 anys, més que la figura nacional de 5,1%. El sou anual mitjà de persones majors de 14 anys era de 20.900$, comparat amb 24.400$ nacionalment. D'aquestes, un 48,4% tenien un sou anual de menys de 20.001$, comparat amb 43,2% nacionalment; mentre que un 13,0% tenien un sou anual d'igual o de més de 50.000$, comparat amb un 18,0% nacionalment.

## Política
Nacionalment, Northland es localitza a les circumscripcions electorals generals de Northland i Whangarei i a la circumscripció electoral maori de Te Tai Tokerau de la Cambra de Representants de Nova Zelanda.
Northland es considera una circumscripció políticament de dreta. Des de la creació de la circumscripció en les eleccions de 1996 ha guanyat sempre el Partit Nacional, i mai ha guanyat el Partit Laborista. Des de les eleccions de 2011 ha guanyat sempre Mike Sabin. En les eleccions de 2011 Sabin guanyà amb el 57,55% del vot de la circumscripció. En segon lloc quedà Lynette Stewart del Partit Laborista amb el 21,60% del vot.
Whangarei es considera també una circumscripció de dreta. Des de les eleccions de 1975 ha guanyat sempre el Partit Nacional, i el Partit Laborista no ha guanyat des de les eleccions de 1972. Des de les eleccions de 1999 ha guanyat sempre Phil Heatley. En les eleccions de 2011 Heatley guanyà amb el 59,18% del vot de la circumscripció. En segon lloc quedà Pat Newman del Partit Laborista amb el 22,44% del vot.
Te Tai Tokerau, per altra banda, es considera una circumscripció d'esquerra. Des de les eleccions parcials de Te Tai Tokerau de 2011 ha guanyat sempre el Partit Mana. Entre les eleccions de 1999 i les eleccions de 2002 guanyà el Partit Laborista i entre les eleccions de 2005 i les eleccions de 2008 guanyà el Partit Maori. Des de les eleccions de 2005 ha guanyat sempre Hone Harawira. En les eleccions de 2011 Harawira guanyà amb el 43,31% del vot de la circumscripció. En segon lloc quedà Kelvin Davis del Partit Laborista amb el 37,10% del vot.